# Hasenbergtunnel (Verbindungsbahn)

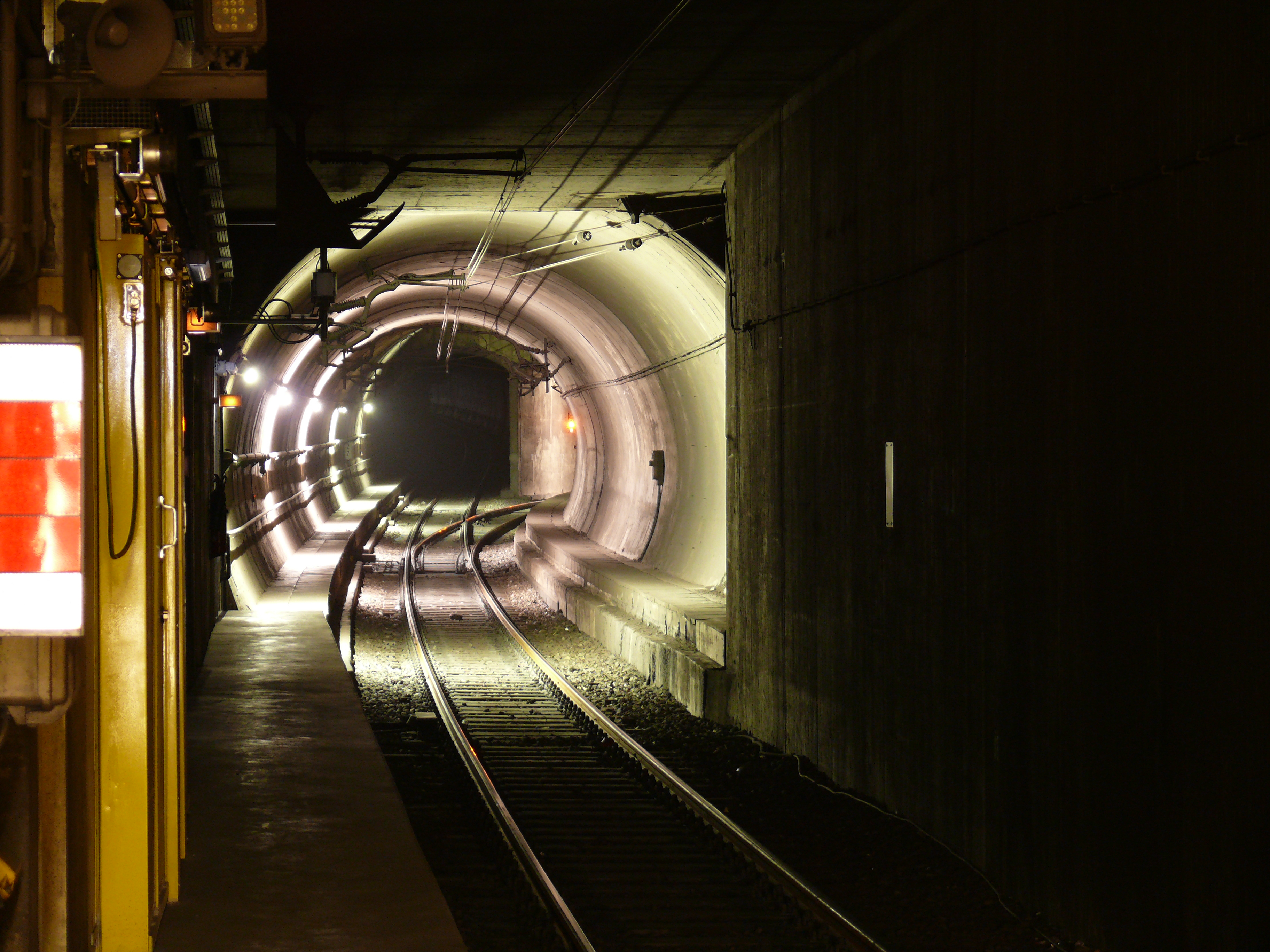
Tunnel im Anschluss an die Station Schwabstraße, quasi das Nordportal. Rechts der Abzweig zur unterirdischen Wendeschleife.

Der Hasenbergtunnel ist ein 5,5 km langer Eisenbahntunnel der Verbindungsbahn der S-Bahn Stuttgart.
Der Tunnel ist Teil des S-Bahn-Tunnel Stuttgart City.

## Lage und Verlauf
Der 5,5 km lange Tunnel überwindet, bei Überdeckungen von 12 bis 125 m, einen Höhenunterschied von 154 m. Im Anschluss an die Station Schwabstraße steigt er zunächst mit einer Steigung von 34,6 Promille an und erreicht nach viereinhalb Kilometern bzw. 154 Höhenmetern im Bereich der Station Universität seinen höchsten Punkt. Im Stationsbereich fällt die Gradiente mit 2,5 Promille in südlicher Richtung ab, woran sich ein Gefälle von 38 Promille anschließt, das im Portalbereich wiederum in eine Steigung von 38 Promille übergeht. Die steile und wechselnde Gradiente geht auf den zu überwindenden Höhenunterschied in Verbindung mit einer Reihe von zu umfahrenden Zwangspunkten (unter anderem Gebäude, Kanäle, Straßen) im Bereich der Universität zurück.
Die Trasse beschreibt im Anschluss an die Station Schwabstraße zunächst einen Rechtsbogen, der im Bereich der Kreuzung mit der darüber liegenden Gäubahn in eine rund 3 km lange Gerade übergeht, die lediglich durch Gleisverziehungen am Übergang des eingleisigen Querschnitts zum zweigleisigen Querschnitt unterbrochen wird. Rund einen Kilometer vor der Station Universität geht die Trasse in einen Linksbogen über, der im Portalbereich in eine Gerade übergeht.
Die beiden Gleise verlaufen im Anschluss an die Station Schwabstraße auf einer Länge von rund 2,0 km in zwei getrennten Röhren in einem Achsabstand von rund 20 m. Sie sind durch vier Querschläge im Längsabstand von 300 bis 400 m miteinander verbunden. Daneben konnte so die Forderung, bei unterirdischen Nahverkehrsbahnen im Abstand von höchstens 800 m Ausstiege ins Freie vorzusehen, umgangen werden, indem eine Evakuierung in die jeweils andere Röhre ermöglicht wurde.
Im weiteren Verlauf, bis zum Haltepunkt Universität, schließt die eingleisigen Röhren ein rund 2,5 km langer Abschnitt mit einem zweigleisigen Querschnitt an.
Der Tunnel ist Bestandteil einer Tunnelverbindung mit einer Gesamtlänge von knapp 8800 Metern und galt, soweit unterirdische Personenverkehrsanlagen als Teil des Tunnels betrachtet werden, bis zur Eröffnung des Landrückentunnels 1991 als der längste Eisenbahntunnel Deutschlands. Durch die im Zuge von Stuttgart 21 vorgesehene Verlängerung dieser Strecke bis zum Bahnhof Mittnachtstraße wird der unterirdische Bereich eine Länge von rund 10 km erreichen.

### Querschnitt
Aufgrund großer errechneter Gebirgsdrücke im Gipskeuper wurden für den Tunnel im Anschluss an die Station Schwabstraße zwei eingleisige Querschnitte mit einem Ellipsenprofil und einem Nutzquerschnitt von 30 m² als wirtschaftlichste Lösung gewählt. Daran schließt sich ein zweigleisiger Querschnitt mit einem Maulprofil an (Ausbruchsquerschnitt rund 82 m², Nutzquerschnitt rund 61 m²), der auch südlich des Haltepunktes Universität realisiert wurde. Der Gleismittenabstand beträgt dabei 3,80 m, im Stationsbereich 4,70 m. Die äußere Breite des Bauwerks beträgt, einschließlich Sicherheitsräumen an beiden Seiten, rund 10,0 m. Überlegungen für einen durchgehend eingleisigen Querschnitt waren in der vertieften Planung verworfen worden.

## Geschichte

### Planung
Mitte der 1950er wurde ein 1290 m langer und 43 bis 50 Promille geneigter Hasenberg-Tunnel zwischen der Station Schwabstraße und Heslach erwogen. In Heslach war eine Station vorgesehen, an die sich in südlicher Richtung ein weiterer Tunnel anschließen sollte. Im Vorentwurf der S-Bahn war Ende der 1960er Jahre noch ein rund 3,3 km langer Tunnel in einer weitgehenden Längsneigung von 37,7 Promille geplant. Bis zur Zusammenführung mit der Gäubahn sollte sich daran ein rund ein Kilometer langer oberirdischer Abschnitt anschließen. Nach weiteren rund 500 m war am Dachswald der erste Haltepunkt außerhalb des Talkessels vorgesehen. Die Führung bis zum Dachswald, mit dortiger Verknüpfung mit der Gäubahn, war Gegenstand des Rahmenabkommens von 1968.
Ein Gutachten des Verkehrswissenschaftlichen Institutes der Universität Stuttgart (VWI) empfahl später eine Linienführung über die Universität. Die dem Gutachten zu Grunde liegende Tunneltrasse wurde später um einige hundert Meter verkürzt, indem nördlich der Station Universität ein Bogen mit rund 500 m Radius vorgesehen wurde. Ende 1976 stimmte das Bundesverkehrsministerium und Anfang 1977 die Landesregierung von Baden-Württemberg grundsätzlich dieser Linienführung zu. Überlegungen für einen Bau in offener Bauweise südlich der Station Universität wurden aufgrund geringer Kostenunterschiede zur bergmännischen Bauweise sowie der Vermeidung von Eingriffen in Wohn- und Waldgebiete verworfen.
Die Verlängerung der zuvor beim Bahnhof  Schwabstraße endenden Tunnelstrecke war ein Gegenstand des 3. Ausführungsvertrags zur S-Bahn Stuttgart, der am 29. September 1978 geschlossen wurde. Damit wurde der zuvor nur bis zum Dachswald vorgesehene Tunnel über das Dachswaldgelände der Universität verlängert und der oberirdische Streckenanteil der Verbindungsbahn entsprechend verkürzt.
Für den Tunnel war im Bereich der Station Schwabstraße zunächst ein zweigleisiger Querschnitt vorgesehen. Die damit verbundene große Breite des Verzweigungsbauwerks, die unter den geologischen Bedingungen zu erheblichen Setzungen (und damit Bauwerksschäden) geführt hätte, wurde daher zu Gunsten zweier eingleisiger Röhren verworfen. Diese waren, nach einer weiteren Untersuchung, auch wirtschaftlich günstiger herzustellen.
Für den Tunnel wurde ein einziges Planfeststellungsverfahren vorgesehen, das am 28. April 1978 eingeleitet wurde. Der Abschluss des Verfahrens erfolgte in drei nach Baulosen geordneten Teilen am 29. März, 18. Mai und 1. Juni 1979.

### Bau
Der Bau des Tunnels gliederte sich in vier Baulose:
- Baulos 13: 2,2 km langer Abschnitt (Bau-km 2,785 bis 5,000) mit eingleisigem Querschnitt, bei dem die beiden Röhren im Abstand von 0,4 km durch Querschläge miteinander verbunden sind, im Anschluss an die Station Schwabstraße (Baulos 12); beim Kilometer 4,1 trifft der 336 m lange und mit Straßenfahrzeugen befahrbare Stollen „Heslacher Wand“ auf den Tunnel; das Los liegt im Mittleren, unausgelaugten Gipskeuper[1]
- Baulos 14: 2,4 km langer Abschnitt (Bau-km 5,00 bis 7,351) mit einem zweigleisigen Querschnitt, zwei Fensterstollen (Leonberger Straße, Magstadter Straße) und einem Zugangsschacht (Universität, (48° 44′ 57″ N, 9° 6′ 16,7″ O)); der Abschnitt liegt in einer Stubensandstein-Stufe[1]
- Baulos 15: 0,2 km langer Abschnitt (Bau-km 7,351 bis 7,578) mit der Station Universität[1]
- Baulos 16: 0,6 km langer Abschnitt (Bau-km 7,578 bis 8,212) mit zweigleisigem Querschnitt[1]

Die Baulose 15 und 16 liegen im Knollenmergel, Rät und Lias Alpha.
Im Laufe des Jahres 1978 erfolgten rund 60 Erkundungsbohrungen entlang der Tunneltrasse. Da die damit gewonnenen Erkenntnisse nicht ausreichten, wurden zwei Querstollen („Heslacher Wand“ und „Magstadter Straße“) als vorgezogene Maßnahme (Baulos 17) realisiert. Der Auftrag wurde im März 1979 vergeben, die Bauarbeiten am 2. April 1979 in der Nähe des Schattenrings begonnen. Der Ausbruch wurde im Juli 1980 abgeschlossen. Aus den Erkenntnissen dieser Vortrieb sowie Laborversuchen wurden weitere Erkenntnisse über das Gebirge und seine Eigenschaften gewonnen. Aus den beiden Stollen wurden später die Baulose 13 und 14 aufgefahren. Die Rohbaukosten des Bauloses 17 betrugen 10 Millionen DM.
Die Bauarbeiten verliefen in den einzelnen Losen wie folgt:
- Der Bauauftrag für das Los 13 (Hasenberg) wurde am 22. Juli 1980 vergeben. Die Bauarbeiten begannen im Juli 1980, der Ausbruch wurde im November 1982 abgeschlossen. Der insgesamt 89 Millionen DM teure Rohbau wurde im April 1984 abgeschlossen.[1]
- Der Bauauftrag für das Los 14 (Pfaffenwald) wurde am 25. Juli 1980 vergeben. Die Bauarbeiten begannen im Juli 1980. Der Ausbruch wurde am 29. Juni 1982 mit dem Durchschlag zur Station Universität abgeschlossen. Der 71 Millionen DM teure Rohbau wurde im Juli 1984 fertiggestellt.[1]
- Der Auftrag für das Los 15 (Station Universität) wurde am 22. Juli 1980 vergeben. Der Baubeginn erfolgte im August 1980, die 50 Millionen DM teuren Rohbauarbeiten wurden im Dezember 1984 beendet.[1]
- Das Los 16 wurde ebenfalls am 22. Juli 1980 vergeben, der Baubeginn folgte im Januar 1981. Nach Fertigstellung der Ausbrucharbeiten, im Oktober 1983, wurde der Rohbau im September 1984 fertiggestellt. Die Rohbaukosten lagen bei 36,5 Millionen DM.[1]

Der Vortrieb wurde von den drei Fensterstollen „Heslacher Wand“ (48° 45′ 37,6″ N, 9° 8′ 17,8″ O), „Leonberger Straße“ (48° 45′ 28,5″ N, 9° 7′ 25,8″ O) und „Magstadter Straße“ (48° 45′ 17″ N, 9° 6′ 39,1″ O) begonnen. Am Stollen „Heslacher Wand“ wurde ein Ladegleis betrieben, über das rund 180.000 Kubikmeter Ausbruchsmaterial des Hasenbergtunnels abtransportiert wurde. Der Gesamtausbruch des Abschnitts Schwabstraße–Universität hatte ein Volumen von rund 396.000 Kubikmetern. Mit Inbetriebnahme der Strecke bekamen die Fensterstollen die Funktion von Notausgängen, Lüftungsstollen sowie Rauchabzügen für den Brandfall.
Mit Ausnahme der Station Universität, die in offener Bauweise entstand, wurde der Tunnel bergmännisch vorgetrieben.

### Betrieb
Der Tunnel wurde im Herbst 1985 in Betrieb genommen und das Netz der S-Bahn Stuttgart damit bis Böblingen verlängert.
Bis November 2004 galt im Hasenbergtunnel für die S-Bahn-Züge eine maximale Geschwindigkeit von 80 km/h. Seit Dezember 2004 dürfen die Züge aufgrund neuer Vorschriften im Tunnel in Bergrichtung (stadtauswärts) zwischen den Streckenkilometern 3,0 und 6,5 mit 100 km/h fahren. Stadteinwärts liegt die Geschwindigkeit im unteren Tunnelabschnitt auf beiden Gleisen auf einer Länge von rund 1,5 Kilometern bei 60 km/h.
Seit Dezember 2020 fahren täglich rund 214 Züge pro Richtung durch den Tunnel. Ab Mitte 2027 sind rund 272 Züge pro Tag und Richtung geplant.
Im Zuge der Einführung von ETCS wurde eine Anhebung der zulässigen Geschwindigkeit in beiden Richtungen auf 100 km/h empfohlen. Ferner wird eine optimierte Blockteilung mit bis zu 1,3 km langen Blöcken umgesetzt. Mit zusätzlichen Fahrzeugen und ETCS sollen zukünftig vier zusätzliche, heute an der Schwabstraße beginnende bzw. endende Zugpaare pro Stunde durch den Tunnel fahren. Die Tunnel soll betrieblich zukünftig Teil eines von Mittnachtstraße bis Vaihingen reichenden Bahnhofs werden, um Züge bei (ETCS-)Störungen einfacher bewegen zu können.
Der Verband Region Stuttgart beschloss im April 2020, zwei Überleitverbindungen nördlich der Station Österfeld planen zu lassen, um den Betriebsablauf im Störungsfall zu optimieren. Im Juni 2021 wurden Planungsleistungen für eine neue Überleitstelle Birkenkopf im Tunnel ausgeschrieben. Diese soll etwa beim Streckenkilometer 5,1 entstehen. Die Entwurfsgeschwindigkeit lag zunächst bei 65 km/h, 80 km/h sollten untersucht werden. Die Inbetriebnahme war für spätestens Dezember 2025 geplant. Ende 2021 stand die Vorplanung für die Überleitstelle, deren Weichen inzwischen für 80 km/h vorgesehen sind, vor dem Abschluss. Im Rahmen der 2023 vorgelegten Entwurfsplanung wird nunmehr mit Kosten von 7,7 Millionen Euro gerechnet. Die Vergabe der Bauleistungen soll bis Ende 2023 erfolgen, der Einbau der Weichen im Rahmen der Stammstreckensperrung 2024. Die erwarteten Gesamtkosten, unter Berücksichtigung von Erkenntnissen aus dem Vergabeverfahren, lagen im Juni 2024 bei 13 Millionen Euro. Der Einbau der Weichen (bei den Streckenkilometern 5,1 bis 5,3) war im August 2024 im Gang, die Inbetriebnahme war für Ende 2026 geplant.
Zur Geschwindigkeitserhöhung von 80 auf 100 km/h im Tunnel sowie von 60 auf 80 km/h war die Planung 2021 im Gange. Die Vorplanung lag Ende 2022 vor, die Entwurfsplanung soll im Frühjahr 2023 abgeschlossen werden. Die Inbetriebnahme sollte, zusammen mit ETCS Level 2, im September 2025 erfolgen. Neben ETCS werden dazu Anpassungen an der technischen Ausrüstung der Infrastruktur (wie Tunneltüren) vorgenommen. Nach der 2023 vorgelegten Entwurfsplanung wird mit Gesamtkosten von rund 7,4 Millionen Euro gerechnet. Die Inbetriebnahme ist inzwischen für Mitte 2027 geplant.

#### Sperrung in den Sommerferien 2021 bis 2027
In den Jahren 2021 bis 2027 wird der Tunnel mit der anschließenden Stammstrecke in den Sommerferien für jeweils sechs Wochen gesperrt, da umfassende Sanierungsmaßnahmen notwendig sind. Unter anderem soll ETCS eingebaut werden.

## Sicherheits- und Rettungskonzept
Die Fluchtwege im Fahrtunnel wurden, nach dem Regelwerk für U-Bahnen, auf höchstens 400 m bemessen. Dies führte im Bereich des eingleisigen Querschnitts, südlich der Schwabstraße, angesichts Überdeckungen zwischen 80 und 125 m, zu fünf Querschlägen. Im zweigleisigen Querschnitt führen Schächte, Stollen und Stationszugänge an die Oberfläche.

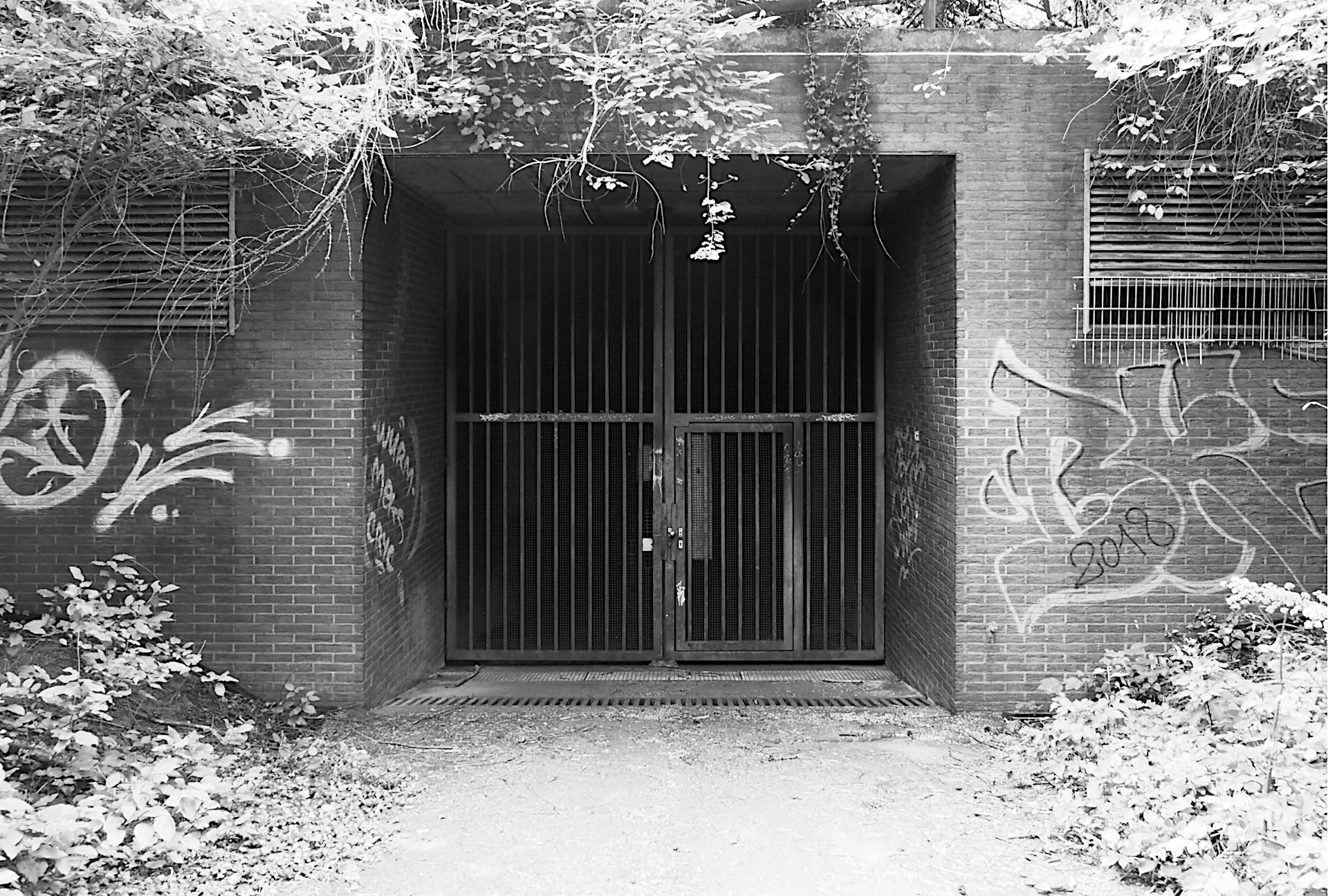
Zugang Magstadter Straße im Pfaffenwald, befahrbar
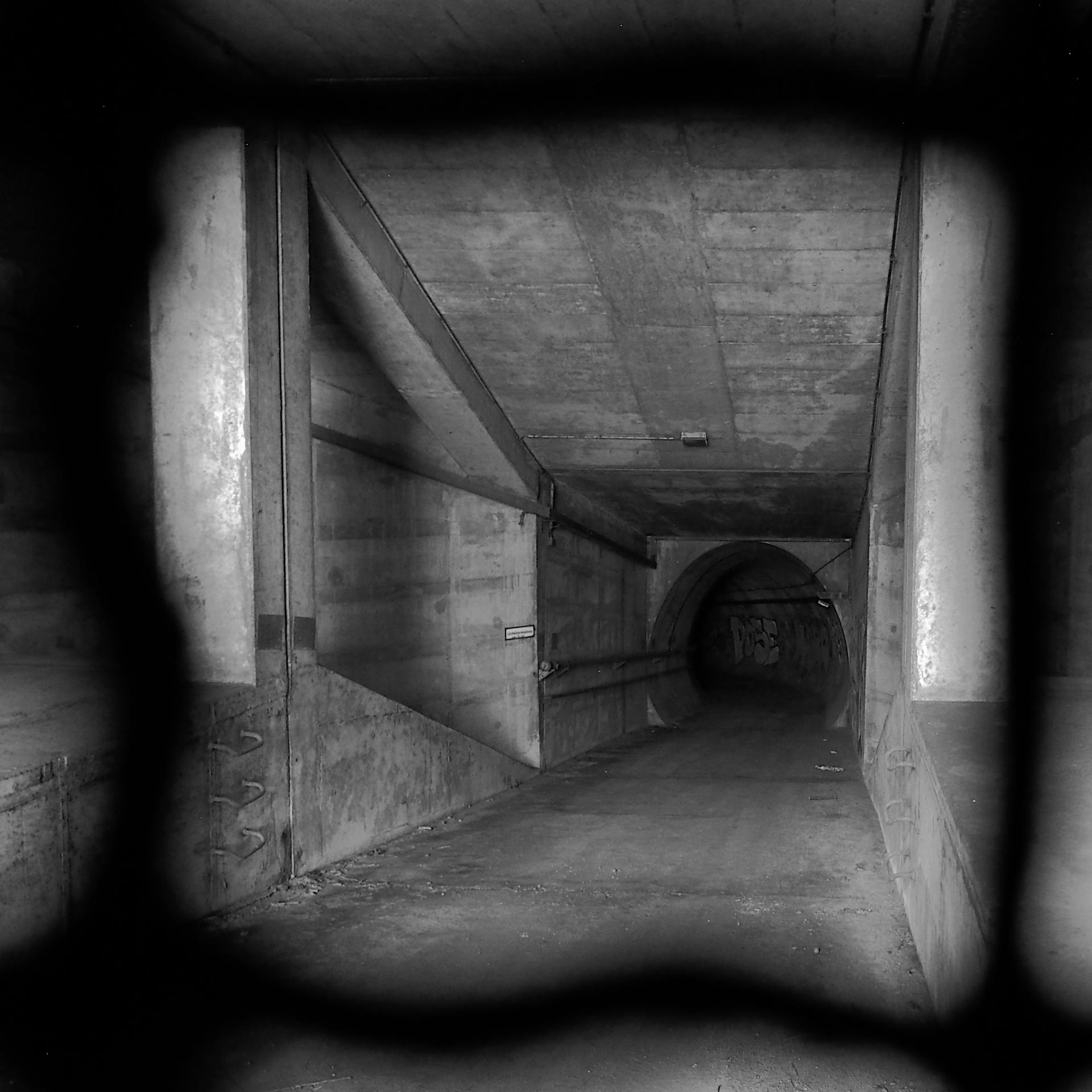
Zugangsstollen
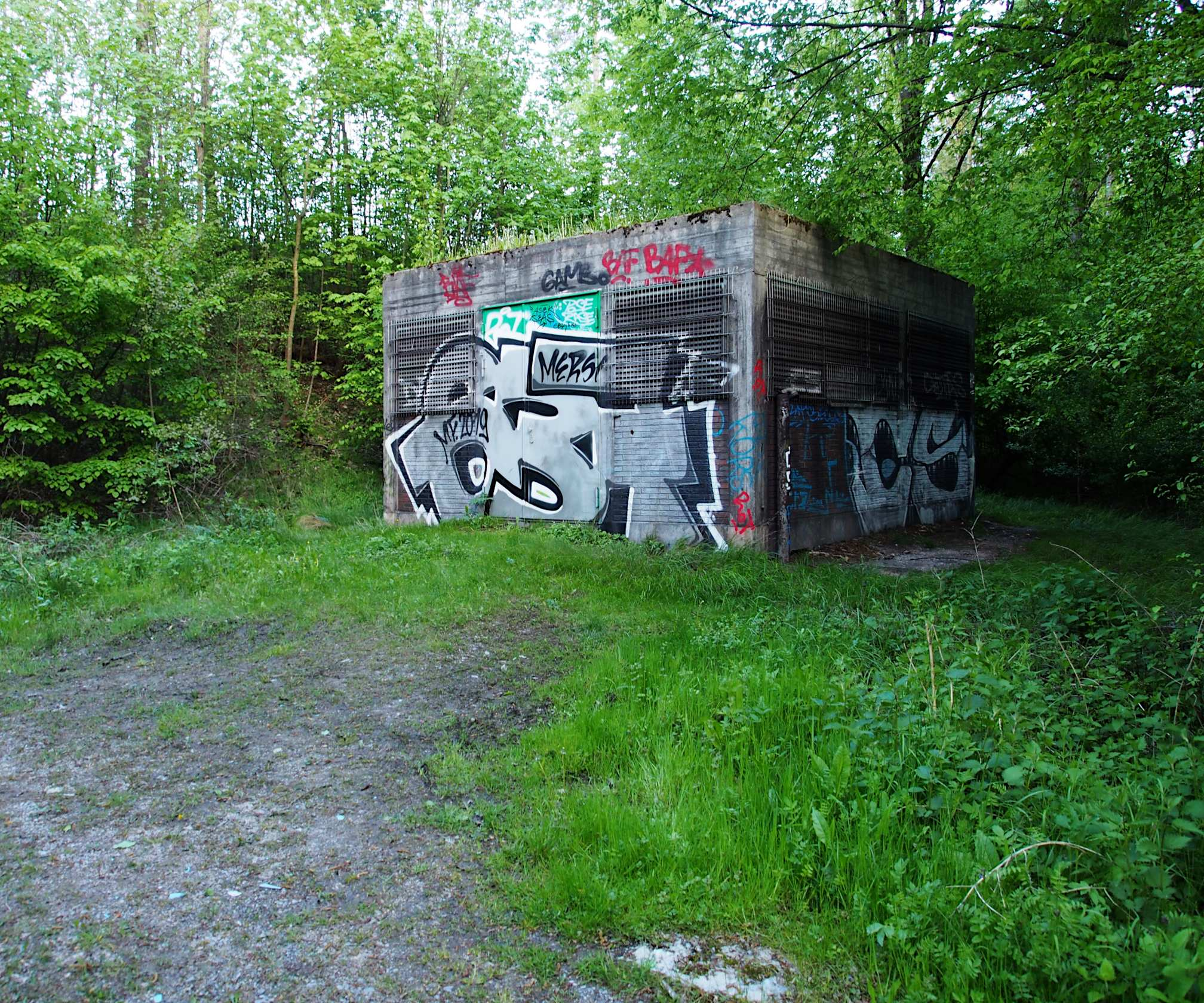
Rettungsschacht Robert-Leicht-Straße beim Schattenring
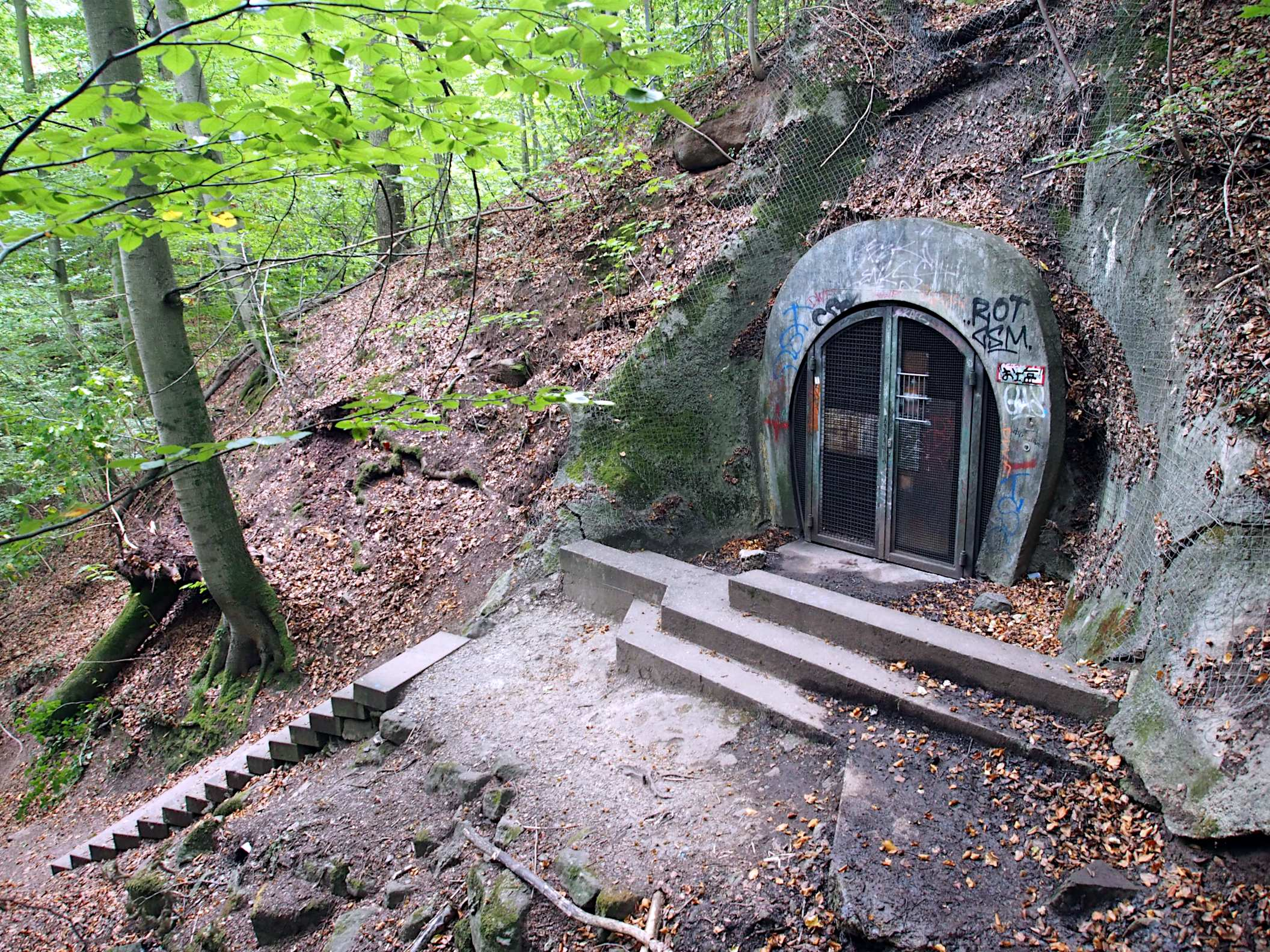
Zugang Leonberger Straße bei den Heslacher Wasserfällen, 2020
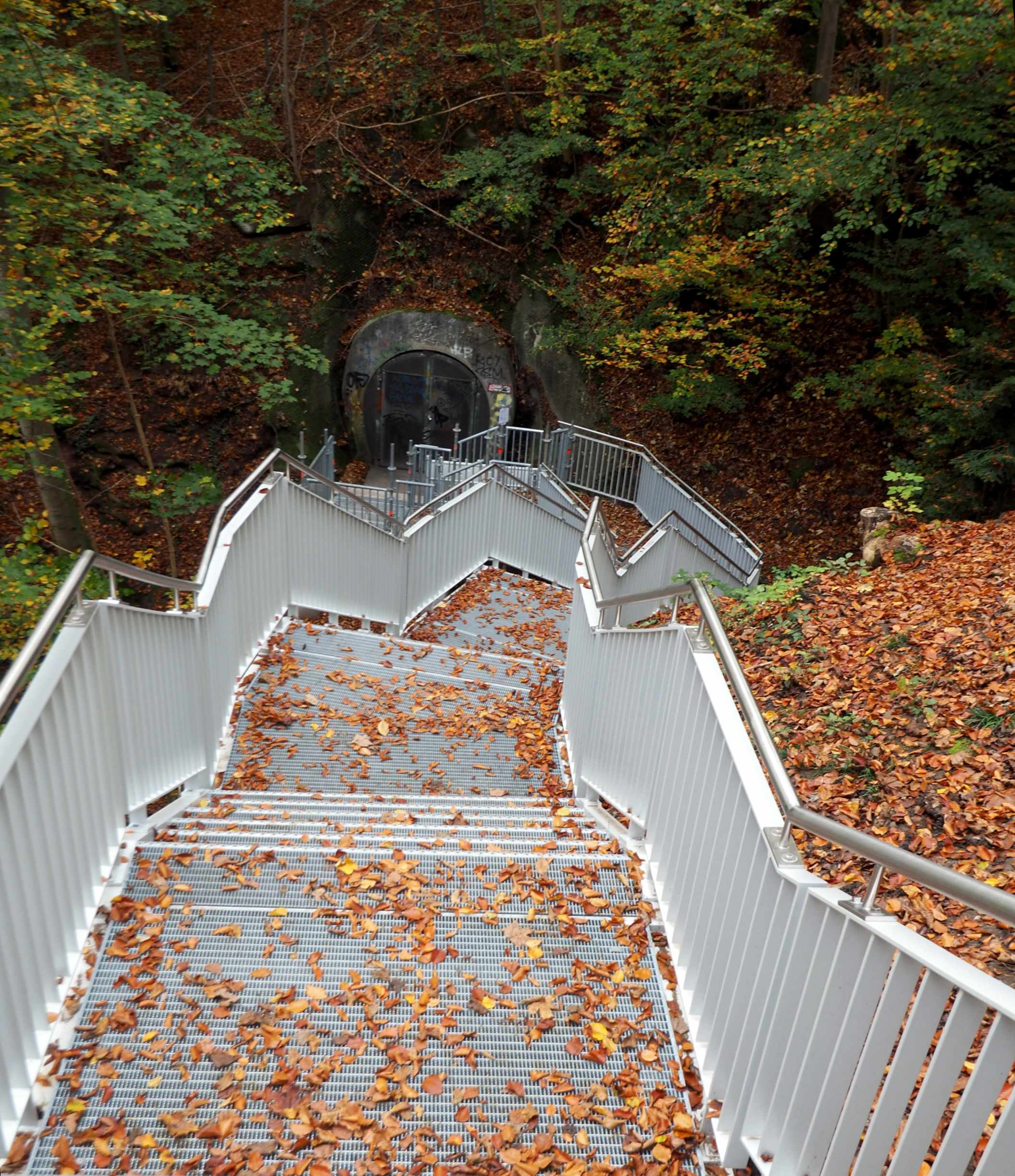
Zugang Leonberger Straße, 2024 ist eine Fluchttreppe zur Straße gebaut